# Sinagoga de Viareggio
A Sinagoga de Viareggio é um local de culto judaico localizado no Vicolo degli Oleandri, 30, em Viareggio, sob gestão religiosa da Comunidade Judaica de Pisa.

## História
Entre o fim do século XIX e começo do XX muitas famílias de religião judaica voltaram para Viareggio, principalmente de Livorno, que fica perto. À estas décadas remontam os rolos do Sefer Torah, até hoje guardados na sinagoga da via degli Oleandri.
Nos anos '30, a comunidade, composta de 52 famílias alugou um local na via Fratti, Viareggio, para fundar um centro de culto. Aqui, em 1940, por causa das leis raciais, foi inaugurada também uma escola judaica. Com a ocupação nazista de 1943 a escola e a sinagoga deixaram de existir.
Só em 1955 foi estabelecida a atual sinagoga, graças a várias doações privadas.
Em Viareggio há também um pequeno cemitério judaico.
1. ↑  «LA STORIA». Comunità Ebraica di Pisa (em italiano). Consultado em 14 de dezembro de 2021
2. ↑  «Viareggio ebraica e l'antica sinagoga di Via Fratti». Welcome 2 Lucca (em italiano). 1 de setembro de 2021. Consultado em 14 de dezembro de 2021
3. ↑  «L'acqua si infiltra dal tetto Chiusa la storica sinagoga». La Nazione (em italiano). Consultado em 14 de dezembro de 2021